# العلاقات المكسيكية الفيتنامية
العلاقات المكسيكية الفيتنامية هي العلاقات الثنائية التي تجمع بين المكسيك وفيتنام.

## مقارنة بين البلدين
هذه مقارنة عامة ومرجعية للدولتين:
| وجه المقارنة                                              | المكسيك                                                                               | فيتنام           |
| --------------------------------------------------------- | ------------------------------------------------------------------------------------- | ---------------- |
| المساحة (كم2)                                             | 1.97 مليون                                                                            | 331.69 ألف       |
| عدد السكان (نسمة)                                         | 130.53 مليون                                                                          | 94.66 مليون      |
| الكثافة السكانية (ن./كم²)                                 | 66.26                                                                                 | 285.39           |
| العاصمة                                                   | مدينة مكسيكو                                                                          | هانوي            |
| اللغة الرسمية                                             | اللغة الإسبانية                                                                       | اللغة الفيتنامية |
| العملة                                                    | بيزو مكسيكي                                                                           | دونغ فيتنامي     |
| الناتج المحلي الإجمالي (بليون دولار)                      | 1.15 تريليون                                                                          | 234.19 مليار     |
| الناتج المحلي الإجمالي (تعادل القوة الشرائية) بليون دولار | 2.16 تريليون                                                                          | 553.42 مليار     |
| الناتج المحلي الإجمالي الاسمي للفرد دولار أمريكي          | 9.01 ألف                                                                              | 2.48 ألف         |
| الناتج المحلي الإجمالي للفرد دولار أمريكي                 | 17.32 ألف                                                                             | 5.63 ألف         |
| مؤشر التنمية البشرية                                      | 0.756                                                                                 | 0.666            |
| رمز المكالمات الدولي                                      | +52                                                                                   | +84              |
| رمز الإنترنت                                              | .mx                                                                                   | .vn              |
| المنطقة الزمنية                                           | منطقة زمنية وسطى، المنطقة الزمنية الجبلية، زمن منطقة المحيط الهادئ، منطقة زمنية شرقية | ت ع م+07:00      |

## مدن متوأمة
في ما يلي قائمة باتفاقيات التوأمة بين مدن مكسيكية وفيتنامية:
- ترتبط أكابولكو مع ها لونج باتفاقية توأمة منذ 2011.[12][13][12][13]

## منظمات دولية مشتركة
يشترك البلدان في عضوية مجموعة من المنظمات الدولية، منها:
| علم المنظمة | اسم المنظمة                                      | تاريخ انضمام المكسيك | تاريخ انضمام فيتنام |
| ----------- | ------------------------------------------------ | -------------------- | ------------------- |
|             | مؤسسة التنمية الدولية                            | 24 أبريل 1961        | 24 سبتمبر 1960      |
|             | يونسكو                                           | 4 نوفمبر 1946        | 6 يوليو 1951        |
|             | وكالة ضمان الاستثمار متعدد الأطراف               | 1 يوليو 2009         | 5 أكتوبر 1994       |
|             | الأمم المتحدة                                    | 7 نوفمبر 1945        | 20 سبتمبر 1977      |
|             | الفريق المعني برصد الأرض                         | ?                    | ?                   |
|             | الاتحاد البريدي العالمي                          | ?                    | ?                   |
|             | البنك الدولي للإنشاء والتعمير                    | 31 ديسمبر 1945       | 21 سبتمبر 1956      |
|             | المنظمة الهيدروغرافية الدولية                    | ?                    | ?                   |
|             | الاتحاد الدولي للاتصالات                         | 1 يوليو 1908         | 24 سبتمبر 1951      |
|             | منظمة حظر الأسلحة الكيميائية                     | ?                    | ?                   |
|             | مؤسسة التمويل الدولية                            | 20 يوليو 1956        | 4 أغسطس 1967        |
|             | منظمة التجارة العالمية                           | 1995                 | 11 يناير 2007       |
|             | منتدى التعاون الاقتصادي لدول آسيا والمحيط الهادئ | 17 نوفمبر 1993       | 15 نوفمبر 1998      |
|             | منظمة الشرطة الجنائية الدولية                    | ?                    | ?                   |

## وصلات خارجية
- موقع وزارة الخارجية المكسيكية
- موقع وزارة الخارجية الفيتنامية